# 黑暗网络
黑暗网络（英語：Darknet）是路由的一部分，其分配的IP空间不运行任何服务。因没有活动主机，所以流量不可能到达这种IP暗区。黑暗网络一词经常被错误地与暗网相混淆。黑暗网络是一种覆盖网络，只能用特殊软件、特殊授权、或对计算机做特殊设置才能访问，其通常使用非标准的通信协议和端口。黑暗网络的類型包括F2F网络（通常用于与对等连接的文件共享）和隐私网络，如Tor。当提及搜索引擎可索引的内容时，加密黑暗网络的相反术语是明網或表网。

## 使用范围
- 電腦犯罪
- 檔案分享（個人文件、色情、機密文件或非法軟件等）
- 用來躲避来自政府的迫害
- 网路言论审查
- 收藏或转换避税资产[8]
- 販賣毒品[9]
- 販賣武器

## 软件
- GNUnet啟用“F2F網絡拓撲”選項。

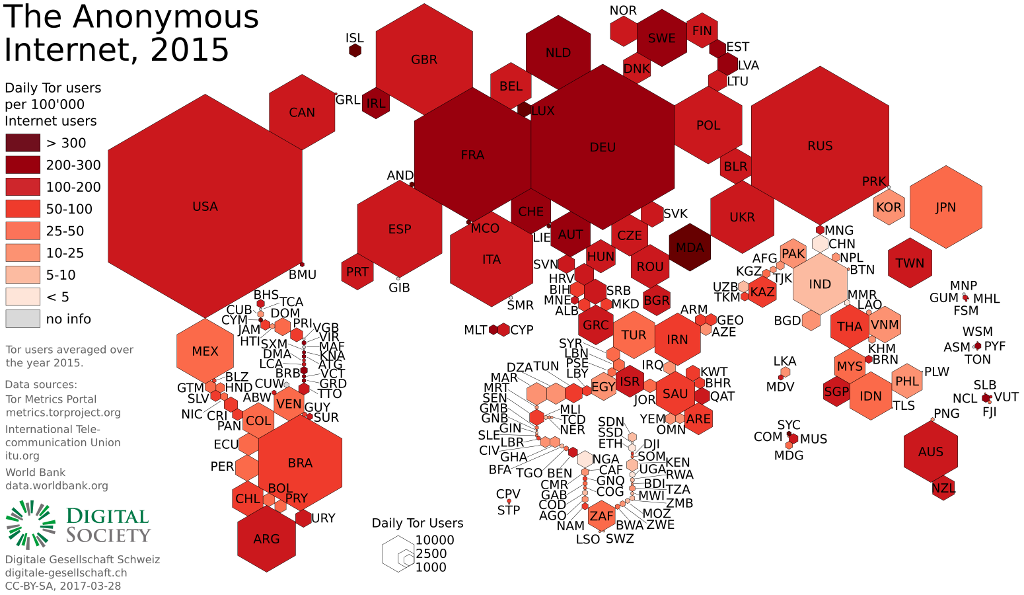
Tor使用示意地圖

- I2P（隱形互聯網項目）是覆蓋網絡，暗網為“Eepsites”。
- Tor（洋蔥路由器）用来突破網絡審查，並提供隱藏網域。
- 自由网
- Retroshare
- Syndie
- OneSwarm作為黑洞運行，用於朋友到朋友的文件共享。